# يوجين رابينوفيتش
يوجين رابينوفيتش (بالإنجليزية: Eugene Rabinowitch)‏ (و. 1901 – 1973 م) هو فيزيائي، وكيميائي، وكاتب عمومي، وأستاذ جامعي، وشاعر، وكاتب من الولايات المتحدة الأمريكية . ولد في سانت بطرسبرغ. شارك في مشروع مانهاتن .وكان عضواً في الأكاديمية الأمريكية للفنون والعلوم .
توفي في واشنطن العاصمة، عن عمر يناهز 72 عاماً.

## جوائز
حصل على جوائز منها:
- جائزة كالينغا (1965)
- زمالة غوغنهايم.